# Pływanie na Letnich Igrzyskach Olimpijskich 2016 – 400 m stylem dowolnym kobiet
400 m stylem dowolnym kobiet – jedna z konkurencji pływackich, które odbyły się podczas XXXI Igrzysk Olimpijskich w Rio de Janeiro. Eliminacje i finał miały miejsce 7 sierpnia.
Katie Ledecky została pierwszą od 2000 roku Amerykanką, która zwyciężyła na tym dystansie. Ledecky w finale o prawie dwie sekundy poprawiła własny rekord świata, uzyskawszy czas 3:56,46. Srebrny medal wywalczyła Brytyjka Jazmin Carlin (4:01,23). Brąz, z czasem 4:01,92, zdobyła rodaczka Ledecky, Leah Smith.
Tuż za podium znalazła się Boglárka Kapás, która czasem 4:02,37 ustanowiła nowy rekord Węgier. Piąte miejsce zajęła Kanadyjka Brittany MacLean (4:04,69). Reprezentantki Australii Tamsin Cook (4:05,30) i Jessica Ashwood (4:05,68) uplasowały się odpowiednio na szóstej i siódmej pozycji. W swoim trzecim finale olimpijskim Francuzka Coralie Balmy (4:06,98) zajęła ostatnie miejsce.
Kilka godzin wcześniej, podczas eliminacji, Ledecky uzyskała czas 3:58,71 i jako pierwsza pływaczka na igrzyskach przepłynęła 400 m stylem dowolnym poniżej czterech minut. Poprawiła tym samym o 2,74 s rekord olimpijski ustanowiony w 2012 roku przez Francuzkę Camille Muffat, która zginęła w marcu 2015 roku w wypadku helikoptera.

## Terminarz
Wszystkie godziny podane są w czasie brazylijskim (UTC-03:00) oraz polskim (CEST).
| Data            | Godzina rozpoczęcia | Godzina rozpoczęcia |            |
| Data            | UTC-03:00           | CEST                |            |
| --------------- | ------------------- | ------------------- | ---------- |
| 7 sierpnia 2016 | 14:28               | 19:28               | Eliminacje |
| 7 sierpnia 2016 | 23:01               | 4:01                | Finał      |

## Rekordy
Przed zawodami rekord świata i rekord olimpijski wyglądały następująco:
| Rekord            | Zawodniczka    | Czas    | Miejsce    | Data             |
| ----------------- | -------------- | ------- | ---------- | ---------------- |
| Rekord świata     | Katie Ledecky  | 3:58,37 | Gold Coast | 23 sierpnia 2014 |
| Rekord olimpijski | Camille Muffat | 4:01,45 | Londyn     | 29 lipca 2012    |

W trakcie zawodów ustanowiono następujące rekordy:
| Data       | Etap konkurencji | Zawodniczka   | Czas    | Rekord |
| ---------- | ---------------- | ------------- | ------- | ------ |
| 7 sierpnia | eliminacje       | Katie Ledecky | 3:58,71 | OR     |
| 7 sierpnia | finał            | Katie Ledecky | 3:56,46 | WR     |

## Wyniki

### Eliminacje
| Miejsce | Wyścig | Tor | Zawodniczka            | Państwo           | Czas    | Uwagi |
| ------- | ------ | --- | ---------------------- | ----------------- | ------- | ----- |
| 1.      | 4      | 4   | Katie Ledecky          | Stany Zjednoczone | 3:58,71 | Q,    |
| 2.      | 3      | 3   | Jazmin Carlin          | Wielka Brytania   | 4:02,83 | Q     |
| 3.      | 3      | 4   | Leah Smith             | Stany Zjednoczone | 4:03,39 | Q     |
| 4.      | 4      | 6   | Coralie Balmy          | Francja           | 4:03,40 | Q     |
| 5.      | 3      | 6   | Brittany MacLean       | Kanada            | 4:03,43 | Q,    |
| 6.      | 3      | 5   | Jessica Ashwood        | Australia         | 4:03,58 | Q     |
| 7.      | 4      | 3   | Boglárka Kapás         | Węgry             | 4:04,11 | Q     |
| 8.      | 4      | 1   | Tamsin Cook            | Australia         | 4:04,36 | Q     |
| 9.      | 2      | 5   | Zhang Yuhan            | Chiny             | 4:06,30 |       |
| 10.     | 2      | 4   | Sarah Köhler           | Niemcy            | 4:06,55 |       |
| 11.     | 2      | 3   | Lotte Friis            | Dania             | 4:07,13 |       |
| 12.     | 1      | 4   | Chihiro Igarashi       | Japonia           | 4:07,52 |       |
| 13.     | 1      | 3   | Joanna Evans           | Bahamy            | 4:07,60 | NR    |
| 14.     | 4      | 2   | Lauren Boyle           | Nowa Zelandia     | 4:07,90 |       |
| 15.     | 3      | 2   | Mireia Belmonte García | Hiszpania         | 4:08,12 |       |
| 16.     | 2      | 6   | Andreina Pinto         | Wenezuela         | 4:08,34 |       |
| 17.     | 3      | 8   | Melania Costa Schmid   | Hiszpania         | 4:08,96 |       |
| 18.     | 4      | 8   | Anja Klinar            | Słowenia          | 4:09,07 |       |
| 19.     | 4      | 5   | Sharon van Rouwendaal  | Holandia          | 4:11,44 |       |
| 20.     | 2      | 8   | Arina Opionyszewa      | Rosja             | 4:11,83 |       |
| 21.     | 2      | 2   | Ajna Késely            | Węgry             | 4:12,40 |       |
| 22.     | 3      | 1   | Alice Mizzau           | Włochy            | 4:14,20 |       |
| 23.     | 1      | 6   | Katarina Simonović     | Serbia            | 4:15,57 |       |
| 24.     | 1      | 2   | Kristel Kobrich        | Chile             | 4:16,07 |       |
| 25.     | 2      | 7   | Emily Overholt         | Kanada            | 4:16,24 |       |
| 26.     | 2      | 1   | Nguyễn Thị Ánh Viên    | Wietnam           | 4:16,32 |       |
| 27.     | 4      | 7   | Diletta Carli          | Włochy            | 4:17,15 |       |
| 28.     | 3      | 7   | Cao Yue                | Chiny             | 4:19,57 |       |
| 29.     | 1      | 5   | Valerie Gruest         | Gwatemala         | 4:19,58 |       |
| 30.     | 1      | 7   | Lani Cabrera           | Barbados          | 4:28,95 |       |
| 31.     | 1      | 8   | Gabriella Doueihy      | Liban             | 4:31,21 |       |
| 32.     | 1      | 1   | Rebeca Quinteros       | Salwador          | 4:52,11 |       |

### Finał
| Miejsce | Tor | Zawodniczka      | Państwo           | Czas    | Uwagi |
| ------- | --- | ---------------- | ----------------- | ------- | ----- |
| 1 !     | 4   | Katie Ledecky    | Stany Zjednoczone | 3:56,46 | WR    |
| 2 !     | 5   | Jazmin Carlin    | Wielka Brytania   | 4:01,23 |       |
| 3 !     | 3   | Leah Smith       | Stany Zjednoczone | 4:01,92 |       |
| 4.      | 1   | Boglárka Kapás   | Węgry             | 4:02,37 | NR    |
| 5.      | 2   | Brittany MacLean | Kanada            | 4:04,69 |       |
| 6.      | 8   | Tamsin Cook      | Australia         | 4:05,30 |       |
| 7.      | 7   | Jessica Ashwood  | Australia         | 4:05,68 |       |
| 8.      | 6   | Coralie Balmy    | Francja           | 4:06,98 |       |